# Rudinai bencés apátság
A Rudinai Szent Mihály bencés apátság egy a 12. században épített kolostor volt Horvátországban, a Pozsega-Szlavónia megyei Bresztováchoz tartozó Čečavac település határában.

## Fekvése
A falutól északnyugatra a Psunj-hegység területén, a Rudinska-patak felett emelkedő 460 méter magas dombháton találhatók az egykori rudinai kolostor és templomának maradványai.

## Története
A Rudinát említő első ismert írásos forrás II. András magyar király 1210-ben kelt oklevele, melyben megerősíti a templomosokat rudinai birtokukban. Az írott forrásokban legtöbbször „ecclesia beati Mihaelis archangeli de Rudyna” alakban szerepel. A templom valamivel régebbi volt a kolostornál, melybe a 11. századtól a 16. századig temették el az itt élt szerzeteseket. A lelőhely jelentőségét különösen az adja, hogy az egyik szerzetesi síron itt találták meg az egész Száva és Dráva közötti terület legrégibb szláv nyelvű feliratát, mely egyben a legrégibb latin betűs szláv nyelvű felirat is. Egy 1250-ben kelt oklevélben Rudina kolostorának földje mint Hrušovac szomszédos birtoka szerepel „terra monasteri de Rodina” néven. Egy 1283-ban kelt oklevélben Banich földjével határos birtokként található „terra ecclesie sancti Michaelis” alakban. Magát az apátságot az 1332 és 1337 között felvett pápai tizedjegyzékben „Item dominus Petrus abbas de Rodyna solvit XXVIII grossos” alakban említik először. Eszerint Péter apát 28 garast tartozott fizetni akkor. A kolostor apátját 1500-ban is megemlítik. Ebben az okiratban a kolostor „sancti Michaelis de Sclavonia” néven szerepel. Abban az időben a pozsegai prépost és a kujevói apát mellett a rudinai apát volt a pápai akarat legfőbb képviselője pozsegai esperesség területén. V. Orbán pápa például három alkalommal is megemlíti leveleiben a rudinai apátot. A török már a 15. század második felében többször betört erre a területre és az egyik támadás során az itteni kolostort is felégették. Megsemmisült a kolostor levéltára is, ahol a kiváltságlevelet tárolták, ezért 1450-ben a kiváltságokat újra meg kellett erősíteni. Ötven évvel később az apátnak már menekülnie kellett a gyakori török támadások miatt. 1504-ben az épületegyüttes már elhagyott volt. 1534-ben a kolostor végképpen megsemmisült.

## A kolostor mai állapota
Régóta köztudott volt, hogy itt középkori épületek romjai találhatók, ezért ezt a helyet korábban az itt lakók „Crkvina”, „Crkvište”, „Grad” és „Gradovi” neveken emlegették.
Erről a helyről már a 19. században is kerültek elő kőfaragványok, melyek egy része később a pozsegai múzeumba került. A szakszerű ásatásokra először 1980-ban került sor Dubravka Sokač-Štimac régész vezetésével, amikor a kolostortól nyugatra feltárták az egyhajós templomot. 1986 és 1989 között megkezdődött az apátság maradványainak feltárása, ami tisztázta az épületek alaprajzi elrendezését. Az ásatás azonban félbemaradt és mivel a konzerválásra sem került sor a feltárt maradványok pusztulásnak indultak. A feltárt romok alapján a kolostorépület mintegy 40 méter hosszú volt, mellette egy 9-szer 6 méteres egyhajós templom állt. A templom feltehetően római alapokon régebben épült a kolostornál. Ennek előteréhez északról csatlakozott a kolostor szabályosan, udvarral, kerengővel kialakított négyszögletes épülete, amelynek keleti szárnyában az első helyiség a sekrestye, a következő pedig egy apszissal ellátott kápolna lehetett. A szűk udvar közepén állt a kút. Az északi szárnyban volt a konyha és a refektórium. A kolostorból a legmagasabb falmaradvány mintegy embermagasságban a déli oldalon húzódik és a templom falából is a déli oldalon látszik a legtöbb. Máshol a falakból csak néhány kősor maradt.